# Yoshiko Uchida
Yoshiko Uchida (* 24. November 1921 in Alameda, Kalifornien; † 21. Juni 1992) war eine US-amerikanische Schriftstellerin.
Als Nisei in den USA geboren schrieb Yoshiko bereits als Zehnjährige Geschichten. Nach der Highschool schrieb sie sich bereits als 16-Jährige an der University of California, Berkeley ein. Nach dem japanischen Angriff auf Pearl Harbor (1941) waren japanischstämmige US-Amerikaner in den USA der Verfolgung ausgesetzt, dies galt auch für die Familie Yoshikos. 
Im Roman Journey to Topaz (1971) setzt sie sich mit der Hin-und-Hergerissenheit zwischen verschiedenen Kulturen auseinander. Bekanntheit erlangte sie vor allem für die Autobiografie Desert Exile (1982) in der sie auch die Internierung thematisiert. Auch schrieb sie Werke für Kinder.